# Fra Angelico
Fra Giovanni da Fiesole egentlig Guido di Pietro da Mugello med tilnavnet Fra Angelico eller Beato Angelico (født 1387 i Toscana, død 1455 i Rom) var en italiensk maler.
I 1407 søgte han som 20-årig optagelse i Dominikanerordenen i Fiesole og aflagde munkeløfte i 1409 under navnet Fra Giovanni. Han måtte kort efter gå i landflygtighed med sine ordensbrødre fra Fiesole og Cortona pga. opsætsighed ved pavevalget i 1409. I 1418 var han sammen med brødrene tilbage i Fiesole, og med dem flyttede han i 1436 til det nyindrettede San Marco Kloster i Firenze.
I Firenze malede han "under tårer" i munkenes celler, i korridorer, i refektoriets kapitelsal og andre steder i den våde kalk sine enkle, sjælsrene og følelsesskønne andagtsbilleder, der gør San Marco Klostret til et af den religiøse kunsts skønneste valfartssteder. I 1445 blev han kaldt til Rom af Pave Eugenius 4. for at smykke Vatikanet. Efter Eugenius' død i 1446, malede han for efterfølgeren Nicolaus V, der fra den tid, han ordnede biblioteket i S. Marco, stod i venskabsforhold til Fra Angelico, Cappella Niccolina i Vatikanet og fortsætter samme år udsmykningen af Eugen IV’s Kapel (disse sidste værker nedrevne af Paul II). Han er 1447 sysselsat i Domkapellet i Orvieto med fresker, som han dog ikke selv får fuldført. Men ellers er han knyttet til Rom, i den senere tid væsentlig optaget i Nicolaus’ Kapel af de storladne og skønne fresker, der skildrer S. Stefanus’ og S. Laurentius’ levned. En kort Tid, 1452, har han igen været i Fiesole, måske som klostrets prior; men han ender sine dage i Rom og begraves i S. Maria sopra Minerva, hvor Nicolaus V lader sætte en ligsten med hædrende indskrift på vers over hans grav. De tilnavne, man har givet ham: »il Beato«, den salige, den lyksalige, »Angelico«, den englerene, rører ved kernen i hans kunst: hans pensels som hans livs religiøse dyder og himmelrenhed. Ingensteds har den fromme enfold, den mystiske sjæleekstase og inderligheden i den religiøse følelse fået et skønnere udtryk end i Fra’s kunst. Han kan være naiv-middelalderlig i sine udtryksformer, særlig i staffelibillederne; barnlig glad lægger han det lysende guld og rene klare farver i rødt og gult, grønt og blåt ind i sine Billeder; i skønne landskaber lader han de salige træde rundgangen sammen med englene mellem røde og hvide rosenklynger; skønne, yndefulde og himmelrene musicerende engleskikkelser svæver om Madonna med Barnet (i Tabernakel-Billedet i Uffizi) o. s. fr., en æterren billedkunst af himmelsk farvefryd. Man ved ikke, hvem der har været Fras lærer; man antager, han nærmest har uddannet sig autodidaktisk som miniator af Missaler m. v. Imidlertid er Fras kunst ikke blot middelalderlig; den har indoptaget Renæssancens fremskridt, også i det tekniske; ikke mindst i freskerne fra San Marco, Orvieto og Niccolina Kapellet mærker man den ny tid og dens stræben efter storlinet skønhed. – F.’s tidligste endnu bevarede værker findes i S. Domenico og del Gesu i Cortona; fra Fiesole-Tiden findes endnu en korsfæstet Kristus paa sin Plads i Klostret; andre fresker og Staffelibilleder fra den Tid er vandrede til Museer i Louvre, National Galleriet i Sankt Petersborg etc.; af Dommedagsbillederne er et kommet til Paris, et andet til Uffizi (et tredje fra Rom-Tiden i Kaiser-Friedrich-Museum i
Berlin); fra 1434 malede han det berømte
Tabernakel med de musicerende Engle (nu i Uffizi). Under S. Marco-tidens freskomalen udviklede hans kunst sig til større fylde og monumentalitet uden at tabe i inderlighed: hovedværket i kapitelsalen, »Korsfæstelsen«, endvidere »Bebudelsen«, »Kristus modtages som Pilgrim« etc.; fra florentinerperioden er bl.a. staffelibilleder »Nedtagelsen fra Korset« i Firenzes Akademi, der ejer fl. af hans Værker. De tidligere omtalte værker i Niccolina Kapellet viser Fras kunst på sin højde i freskomaleri under opholdet i Rom. Mange værker af Fra i europæiske museer: det skønne »Tronende Maria« i Berlins Kaiser Friedrich Museum. o. s. fr. Fra Angelico beatificeredes 1982.
Han blev helgenkåret i 1955 på 500 års dagen for hans død og fejres den 18. februar. Han er helgen for kunstnerne, især malerne.